# Vyškov
Vyškov (prononcé en tchèque : /ˈvɪʃkof/, en allemand : Wischau) est une ville de la région de Moravie-du-Sud, en République tchèque, et le chef-lieu du district de Vyškov. Sa population s'élevait à 20 883 habitants en 2024.

## Géographie
Vyškov est arrosée par la Haná et se trouve à 30 km à l'est-nord-est de Brno, à 110 km au sud-ouest d'Ostrava et à 205 km à l'est-sud-est de Prague.
La commune est limitée par Kulířov, Studnice et la zone militaire de Brezina au nord, par Radslavice, Pustiměř, Křižanovice u Vyškova et Topolany à l'est, par Prusy-Boškůvky, Hlubočany et Rostěnice-Zvonovice au sud, et par Luleč, Drnovice, Ježkovice, Podomí et Krásensko à l'ouest.

## Histoire
Le premier document écrit sur Vyškov date de 1141 et mentionne l'évêque d'Olomouc, Jindřich Zdík. Le bourg acquiert le statut de ville en 1248, mais n'en dépend pas moins de l'évêché d'Olomouc jusqu'au XIXe siècle
Au XVe siècle, durant les guerres hussites, la ville, fidèle à son évêque et à sa foi catholique, est prise par les hussites qui la mettent à sac en 1427. La ville se reconstruit lentement : à la Renaissance, un nouvel hôtel de ville est construit (voir photo ci-dessous).
Pendant la guerre de Trente Ans, elle est occupée à deux reprises par les Suédois, qui la pillent de fond en comble en 1643 et massacrent ses habitants : il ne reste plus que 54 âmes à l'issue de la guerre. Dans les années 1680, elle est victime de la peste. Une colonne votive est élevée sur la place centrale pour commémorer cet événement.

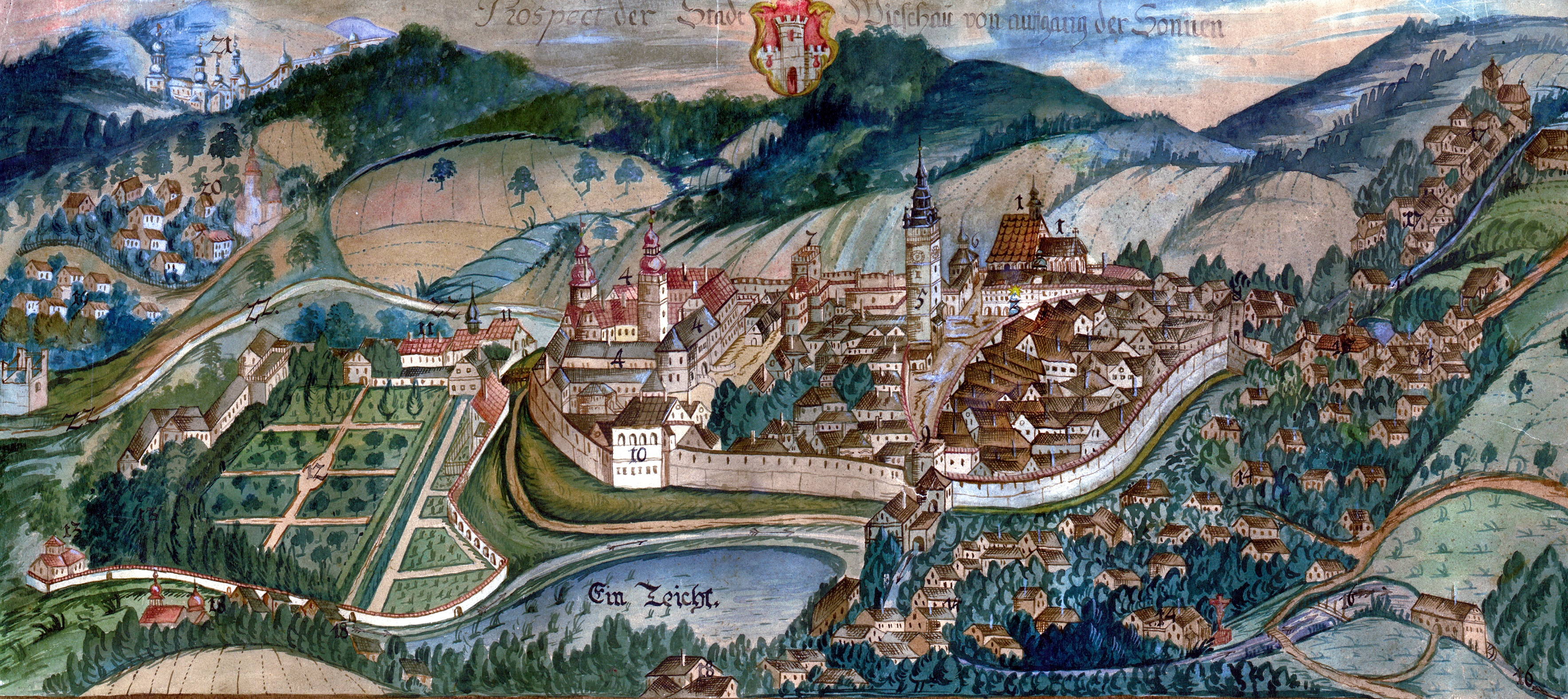
Vyškov en 1720.

Jusqu'en 1918, la ville de Wischau - Vyškov fait partie de l'empire d'Autriche, puis d'Autriche-Hongrie (Cisleithanie après le compromis de 1867), chef-lieu du district de même nom, l'un des 34 Bezirkshauptmannschaften en Moravie. Le nom allemand est utilisé seul jusqu'à la fin du XIXe siècle.

## Population
Recensements (*) ou estimations de la population de la commune dans ses limites actuelles :
| 1749 | 1775 | 1837  | 1860  | 1869*  | 1880*  | 1890*  |
| ---- | ---- | ----- | ----- | ------ | ------ | ------ |
| 779  | 804  | 3 264 | 4 891 | 10 103 | 10 747 | 11 270 |

| 1900*  | 1910*  | 1921*  | 1930*  | 1950*  | 1961*  | 1970*  |
| ------ | ------ | ------ | ------ | ------ | ------ | ------ |
| 11 921 | 12 801 | 12 432 | 12 341 | 13 630 | 13 922 | 15 433 |

| 1980*  | 1991*  | 2001*  | 2011*  | 2015   | 2016   | 2017   |
| ------ | ------ | ------ | ------ | ------ | ------ | ------ |
| 19 288 | 22 696 | 22 514 | 21 391 | 21 312 | 21 250 | 21 120 |

| 2018   | 2019   | 2020   | 2021*  | 2022   | 2023   | 2024   |
| ------ | ------ | ------ | ------ | ------ | ------ | ------ |
| 20 999 | 20 883 | 20 807 | 20 304 | 20 187 | 20 426 | 20 883 |

## Transports
Par la route, Vyškov se trouve à 26 km de Prostějov, à 34 km de Brno, à 35 km de Kromeriz, à 44 km d'Olomouc et à 241 km de Prague.
Vyškov est desservie par l'autoroute D1 (sorties  226 et  230), qui relie Prague à la frontière polonaise en passant par Brno et Ostrava.

## Personnalités
- Klement Gottwald (1896–1953), homme politique tchécoslovaque, premier président de la Tchécoslovaquie communiste, né au village de Dědice ;
- Karel Kachyňa (1924-2004), réalisateur ;
- Josef Mazura (né en 1956), footballeur, champion olympique en 1980 ;
- Michal Grošek (né en 1975), joueur professionnel de hockey sur glace ;
- Lada Kozlíková (née en 1979), coureuse cycliste ;
- Jana Cova (née en 1980), actrice pornographique ;
- Michal Barinka (né en 1984), joueur professionnel de hockey sur glace ;
- Michal Kadlec (né en 1984), footballeur international.

## Jumelages
La ville de est Vyškov jumelée avec :
- Michalovce (Slovaquie)
- Döbeln (Allemagne)
- Jarosław (Pologne)
- Virovitica (Croatie)
- Cognac (France)